# Sóc đa sắc
Sóc đa sắc, tên khoa học Sciurus variegatoides, là một loài động vật có vú trong họ Sóc, bộ Gặm nhấm. Loài này được Ogilby mô tả năm 1839. Chúng là loài đặc hữu của Costa Rica, El Salvador, Guatemala, Honduras, Nam México, Nicaragua, và Panama.

## Hình ảnh

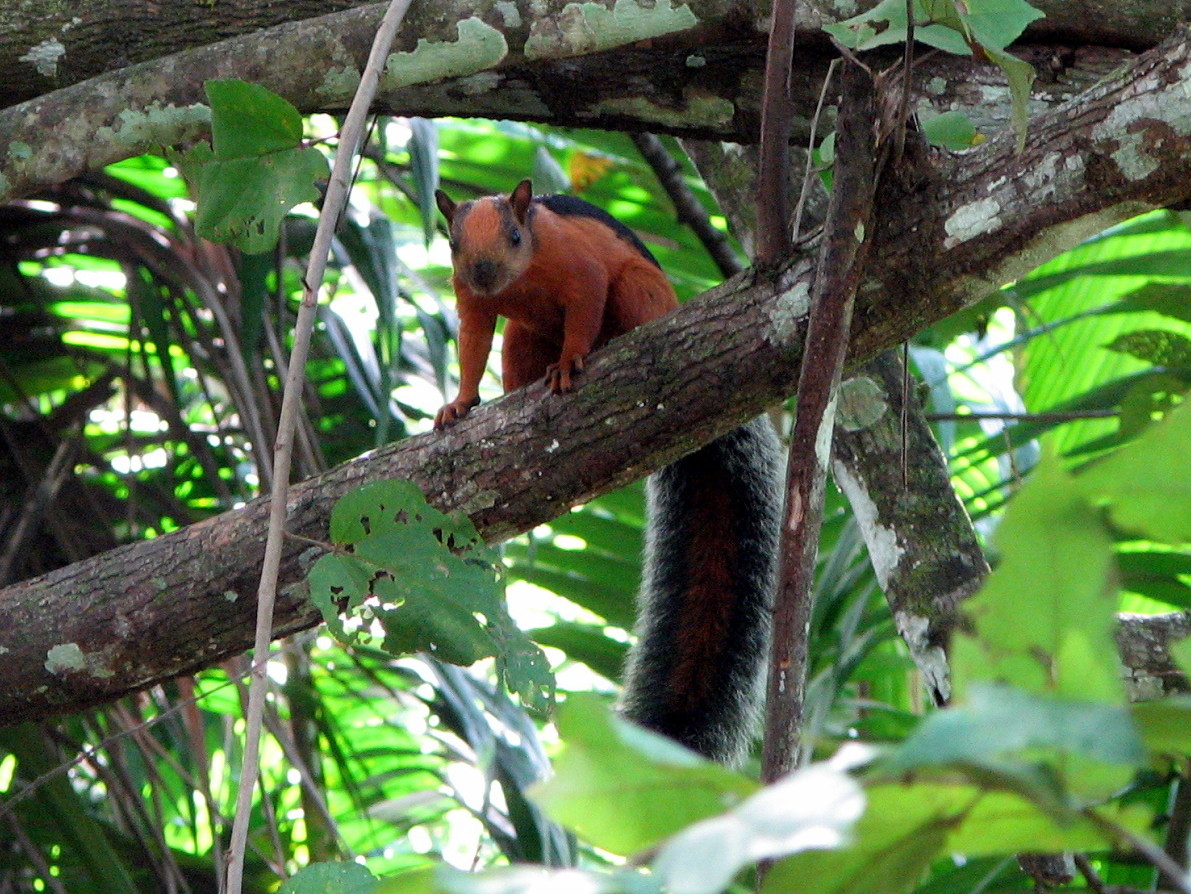
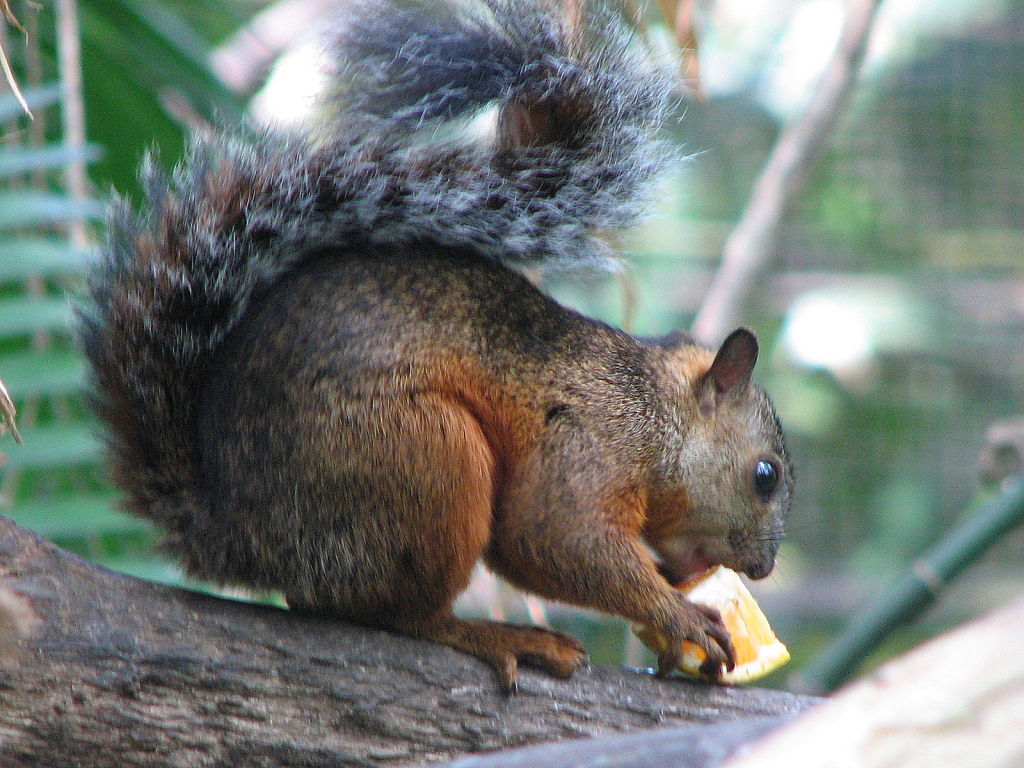
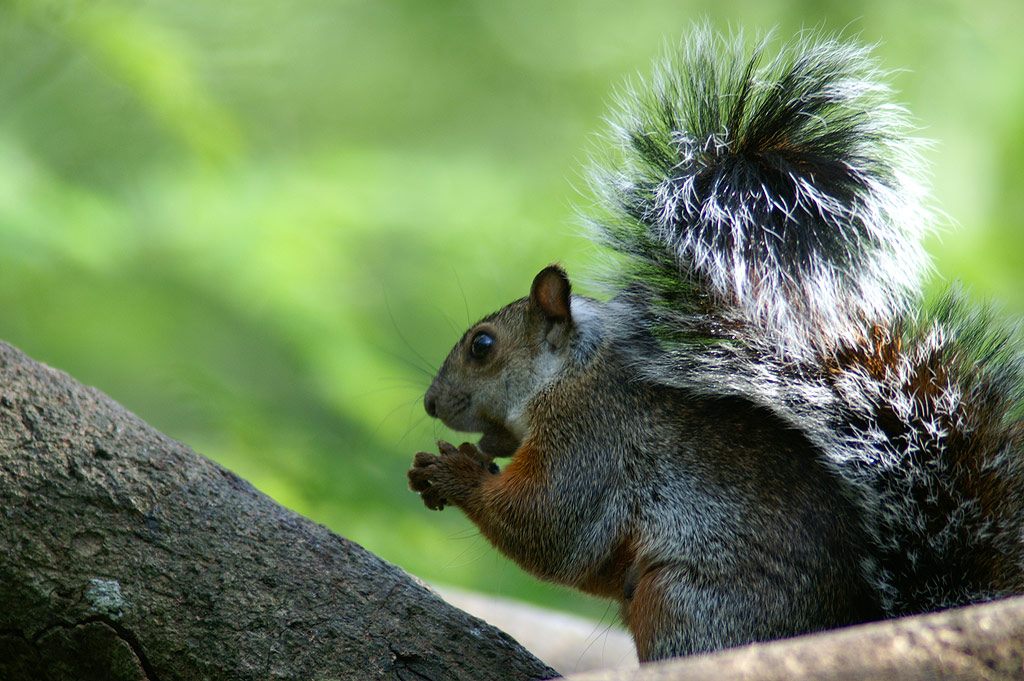
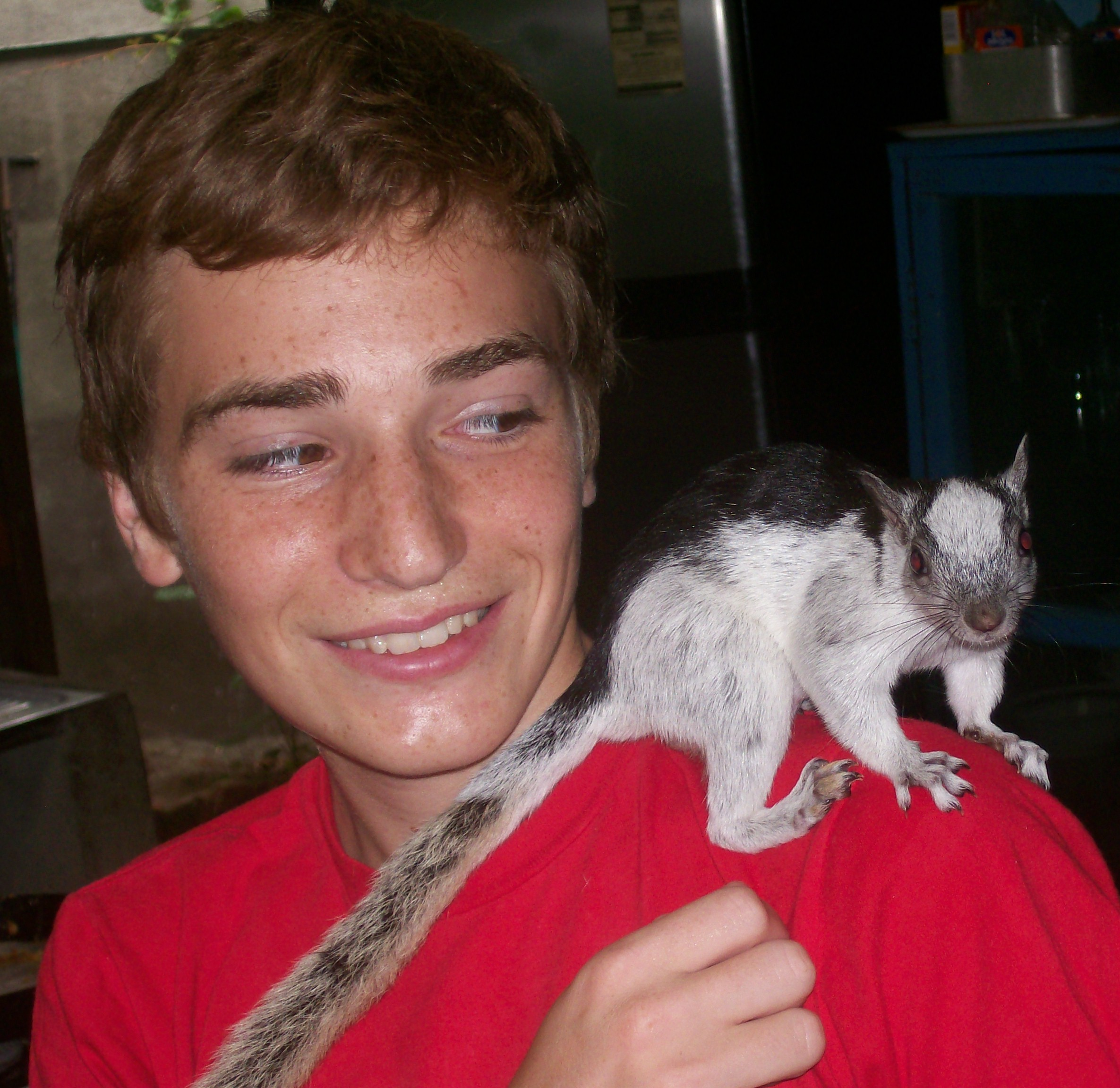

## Phân loài
- S. v. variegatoides Ogilby, 1839
- S. v. adolphei Lesson, 1842
- S. v. atrirufus Harris, 1930
- S. v. bangsi Dickey, 1928
- S. v. belti Nelson, 1899
- S. v. boothiae Gray, 1843
- S. v. dorsalis Gray, 1849
- S. v. goldmani Nelson, 1898
- S. v. helveolus Goldman, 1912
- S. v. loweryi McPherson, 1972
- S. v. managuensis Nelson, 1898
- S. v. melania Gray, 1867
- S. v. rigidus Peters, 1863
- S. v. thomasi Nelson, 1899
- S. v. underwoodi Goldman, 1932